# Gyros

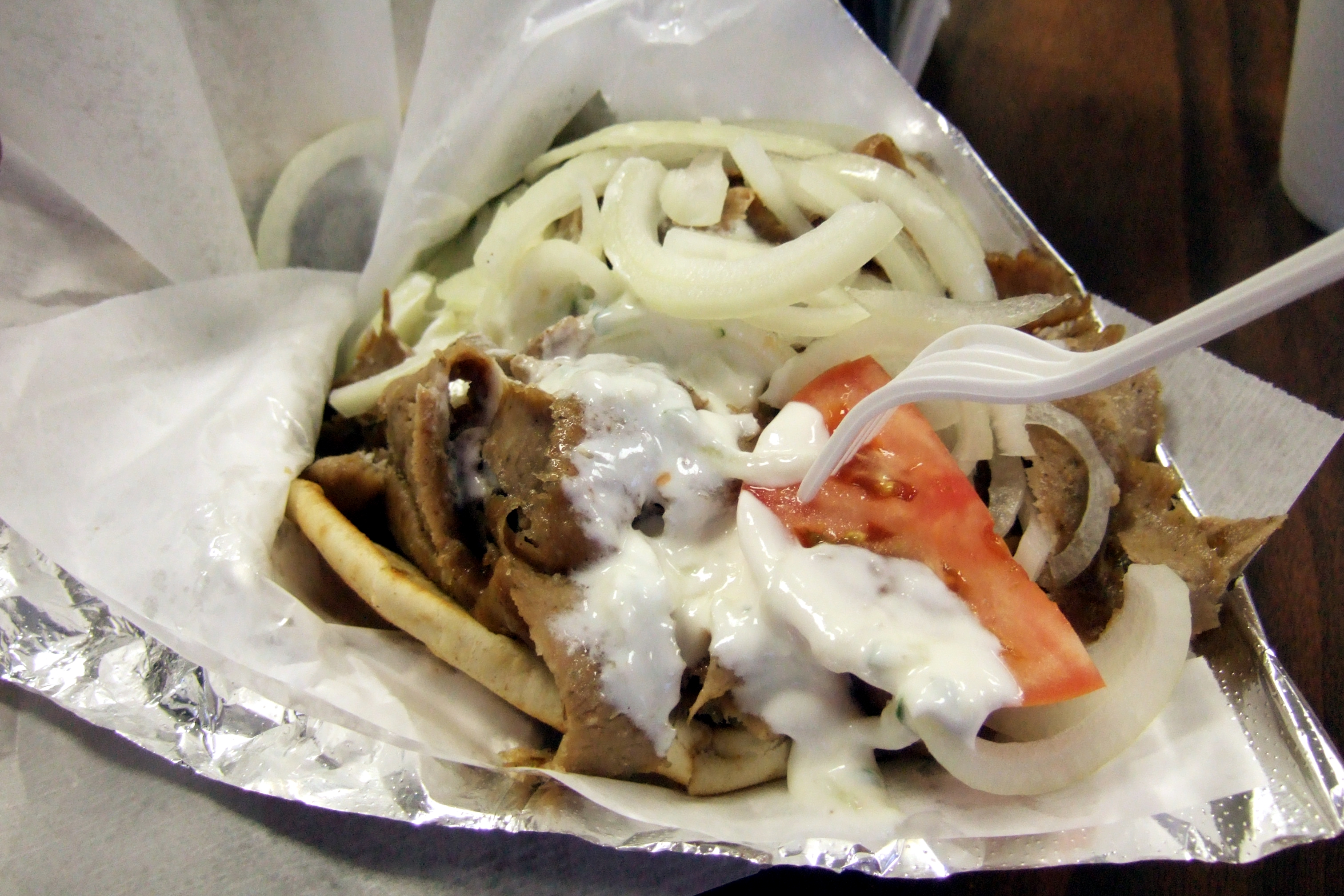
Gyros.

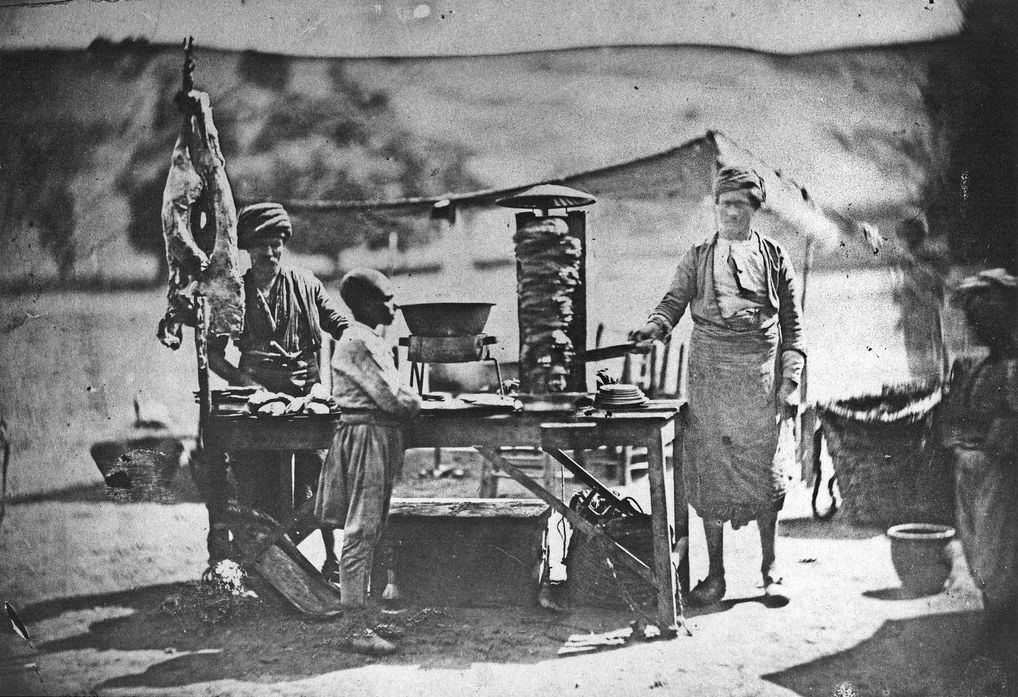
La plus vieille photo connue d'un döner kebab, prise par James Robertson, en 1855 dans l'Empire ottoman.

Le gyros (grec moderne : γύρος / yýros, du grec ancien : γῦρος / gŷros, « anneau, cercle »), ou en France sandwich grec, est un dérivé grec du plat turc döner kebab composé de viande (souvent de porc mais aussi de poulet, de dinde, de veau, de bœuf ou d'agneau), de tomate, d'oignon et de sauce tzatzíki, le tout servi dans du pain pita.

## Histoire
La technique moderne de cuisson du kebab (soit grillé à la verticale et découpé en lamelles) s’est développée dans la ville turque de Bursa, au XIXe siècle. Le kebab ainsi préparé s'appelle le döner kebab (littéralement « viande grillée tournante »). Après la Seconde Guerre mondiale, le döner kebab composé d'agneau était déjà présent à Athènes, introduit par des immigrants grecs déplacés d'Anatolie à la suite des échanges de population de la Grande Catastrophe. On raconte que le premier gyros a été introduit dans les années 1950 au Pirée par un cuisinier d’Istanbul, d'origine grecque.
Une variante grecque, souvent préparée avec du porc et servie de la sauce tzatzíki, est ensuite apparue à Thessalonique, plus exactement à Toúmba. Dans les années 1970, ce plat se démocratise et devient de plus en plus populaire à Athènes mais également dans des villes américaines où la diaspora grecque est importante, telles que Chicago ou New York.

## Nom
Le nom vient du grec γύρος (« tourner ») et est calqué sur le mot turc du plat döner, dérivé de dönmek, qui veut également dire tourner. En Grèce, le plat s'appelait à l'origine ντονέρ (qui se prononce comme le mot turc döner). Mais ce mot ντονέρ a été critiqué au milieu des années 1970, notamment à la suite de l'invasion turque de Chypre, comme étant un nom trop turc et a donc été hellénisé en gyros. On retrouve des traces de γύρος (gyros) dès les années 1970 aux États-Unis.
Contrairement à d'autres régions de Grèce, la brochette de viande souvláki se nomme kalamaki à Athènes. En effet, à Athènes, le mot souvlaki est un terme général utilisé pour désigner les gyros, kalamaki et autres plats similaires.
En grec, gyros est un nom nominatif singulier, le s final ne correspond donc pas un pluriel.